# Caligo rhoetus
Caligo rhoetus är en fjärilsart som beskrevs av Otto Staudinger och George Schatz 1854. Caligo rhoetus ingår i släktet Caligo och familjen praktfjärilar. Inga underarter finns listade i Catalogue of Life.